# Beleg van Kamarina
Het Beleg van Kamarina vond plaats in de lente van 405 v.Chr. op Sicilië. Hermocrates had na 408 v.Chr. het Carthaagse grondgebied op Sicilië geplunderd vanuit Selinous. Als antwoord op deze plunderingen zond Carthago een expeditie onder leiding van Hannibal Mago en Himilco naar Sicilië. De Grieken werden gedwongen om Akragas te verlaten in de winter van 406 v.Chr. na een beleg van acht maanden. Hannibal Mago was gestorven bij Akragas ten gevolge van een plaag tijdens het beleg, en Himilco had het volledige leiderschap op zich genomen. Ondanks deze tegenslag konden de Carthagers Akragas innemen en plunderen. Ze overwinterden in de veroverde stad en vielen hierna Gela aan. Dionysius was in die tijd de belangrijkste leider van Syracuse geworden, maar zijn leger werd verslagen bij Gela. Hoewel de Griekse verliezen zeer klein waren, koos Dionysius er toch voor om de stad te evacueren. De volgende dag werd de verlaten stad ingenomen en geplunderd door de Carthagers. Het Griekse leger had zich teruggetrokken naar Kamarina met de inwoners van Gela. Dionysius beval de burgers van Kamarina om hun stad te verlaten in plaats van de verdediging van de stad te organiseren. Terwijl hij zich terugtrok naar Syracuse rebelleerde een deel van het Griekse leger en veroverde Syracuse, maar de stad werd later weer ingenomen door Dionysius. De Carthagers konden Kamarina gemakkelijk innemen en sloegen hun kamp op voor Syracuse. Nadat er een vredesverdrag was getekend keerden de Carthagers terug naar hun veroverde steden terwijl Dionysius' macht in Syracuse werd bevestigd. Carthago had een hoogtepunt van haar macht in Sicilië bereikt en zou dit nooit meer bereiken tot aan de dood van Agathocles